# Hjalmar Johansen

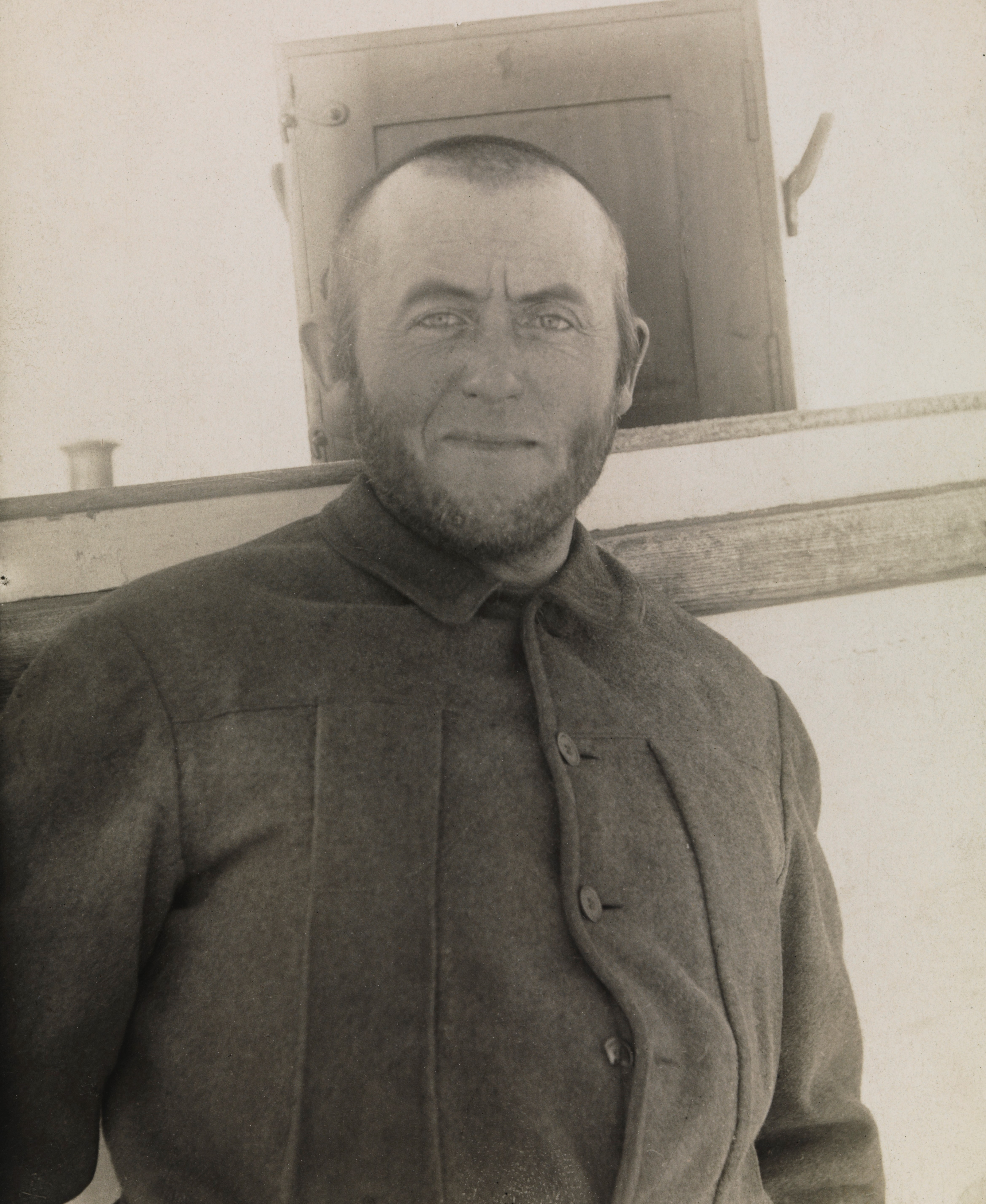
Hjalmar Johansen ombord på Fram 1893 eller 1894.

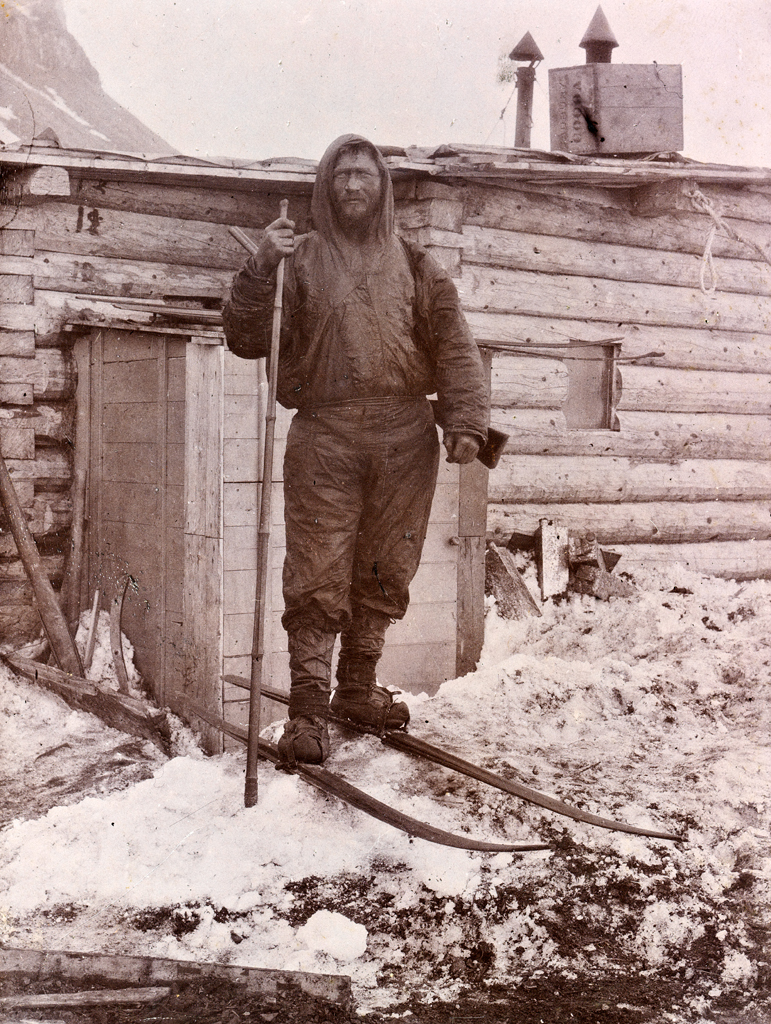
Hjalmar Johansen efter 15 månader i Arktis. Foto taget av Frederick Jackson vid sammanträffandet den 17 juni 1896 i Jacksons läger vid Kap Flora.

Fredrik Hjalmar Johansen, född 15 maj 1867 i Skien, Telemark, död för egen hand 9 januari 1913 i Kristiania (Oslo), var en norsk officer och polarfarare som bland annat deltog i Fridtjof Nansens Framexpedition 1893–1896 och Roald Amundsens Sydpolsexpedition 1910–1912.

## Biografi
Johansen föddes i Skien som son till fångvaktaren Jens Johansen och Maren Pedersdatter. Han tog Examen artium 1886 och började studera juridik på universitetet. Studierna fick avbrytas då fadern avled 1888. Efter att ha förvärvsarbetat började Johansen åter studera 1891, denna gång på Krigsskolen. Officersstudierna fick dock avbrytas av ekonomiska skäl.
Johansen hade dock framgångar på andra områden. Han blev Norges främste gymnast och var även framstående i skidåkning. Han var med och grundade Idrætsforeningen Odd.

### Med Nansen mot nordpolen
Johansens idrottsliga meriter fick Fridtjof Nansen att ta med denne på sin arktiska expedition med Fram som avreste 1893. Johansen arbetade som eldare tills fartyget frös fast i packisen, då han fick rollen som meteorologiassistent. När Nansen bestämde sig för att lämna Fram och försöka nå nordpolen med hundsläde blev Johansen den som fick följa med Nansen. De lämnade skeppet 14 mars 1895 och nådde den 7 april 1895 latituden 86° 14' nord. På väg söderut tvingades de övervintra på Frans Josefs land innan de lyckligtvis den 17 juni 1896 stötte på den brittiske polarfararen Frederick Jacksons expedition vid Kap Flora i södra Franz Josefs land. Med Jacksons fartyg Windward fick de skjuts till Vardø. Johansens mentala styrka bidrog till att de klarade strapatserna under 15 månader ensamma i Arktis. Vid hemkomsten till Norge firades de som nationalhjältar.

### Officer i Tromsø
Johansen hade inte läst klart till officer men utnämndes ändå efter Framexpeditionen till premiärlöjtnant i Hæren och 1899 till kapten. Han tjänstgjorde i Tromsø. Johansen gifte sig 7 augusti 1898 med Hilda Øvrum (1868-1956) och de fick raskt fyra barn. Tillvaron i Tromsø var dock icke lycklig. Familjen hade inga vänner och Johansen hade svårt att ställa om till en tillvaro som officer. Han fick också alkoholproblem och ekonomiska problem och lånade vid ett flertal tillfällen pengar av Nansen som han inte förmådde betala tillbaka. Hustrun Hilda ledsnade och flyttade hem till Skien och begärde skilsmässa. Till slut uppmanades Johansen att begära avsked från Hären vilket han gjorde 1907.

### Expeditioner till Svalbard
Efter att ha lämnat sin tjänst sökte sig Johansen till polartrakterna igen.  Han deltog i W. S. Bruces expedition till Prins Karls Forland 1907, övervintrade med Theodor Lerner på Svalbard 1907–08 och deltog 1908 i Adolf Hoels samt 1909 i Gunnar Isachsens Svalbard-expeditioner.